# Gritli Schaad
Margarita «Gritli» Schaad-Kind (* 1916; † Juni 2004) war eine Schweizer Skirennfahrerin und Segelfliegerin.

## Biografie
Gritli Schaad wuchs als Tochter eines Lehrer-Ehepaars zusammen mit einer Schwester am Bielersee auf. Das Skifahren erlernte sie schon mit vier Jahren bei einer Tante in Arosa. Sie war Absolventin der Abteilung für Maschineningenieure der Eidgenössischen Technischen Hochschule Zürich.
Ende der 1930er Jahre stand sie im Kader des Schweizer Skiverbandes. Bei den Alpinen Skiweltmeisterschaften 1939 in Zakopane wurde sie zweifache Silbermedaillengewinnerin im Slalom und in der Kombination. In der Abfahrt belegte sie Rang 5.
Daneben war sie begeisterte Segelfliegerin. Als erste Frau in der Schweiz erlangte sie schon mit 18 Jahren das Brevet C. Gemeinsam mit Fritz Schreiber stellte sie 1936 über Belpmoos einen neuen Dauerrekord im Segelflug auf.
Sie war seit 1940 mit dem Geschwaderführer Camillo Kind verheiratet, den sie an der ETH kennengelernt hatte, und wohnte mit ihm erst in Zürich, nach der Pensionierung in Maloja. Zusammen hatten sie vier Töchter.